# Stroniowice
Stroniowice (ukr. Стороневичі) – wieś w rejonie samborskim (wcześniej w rejonie starosamborskim) obwodu lwowskiego Ukrainy. Wieś liczy około 202 mieszkańców. Podlega miżynieckiej silskiej radzie.
Wieś szlachecka, własność Herburtów, położona była w 1589 roku w ziemi przemyskiej województwa ruskiego. 
W 1921 r. liczyła około 388 mieszkańców. Przed II wojną światową należała do powiatu przemyskiego.

## Ważniejsze obiekty
- Cerkiew św. Mikołaja w Stroniowicach